# Hellweg

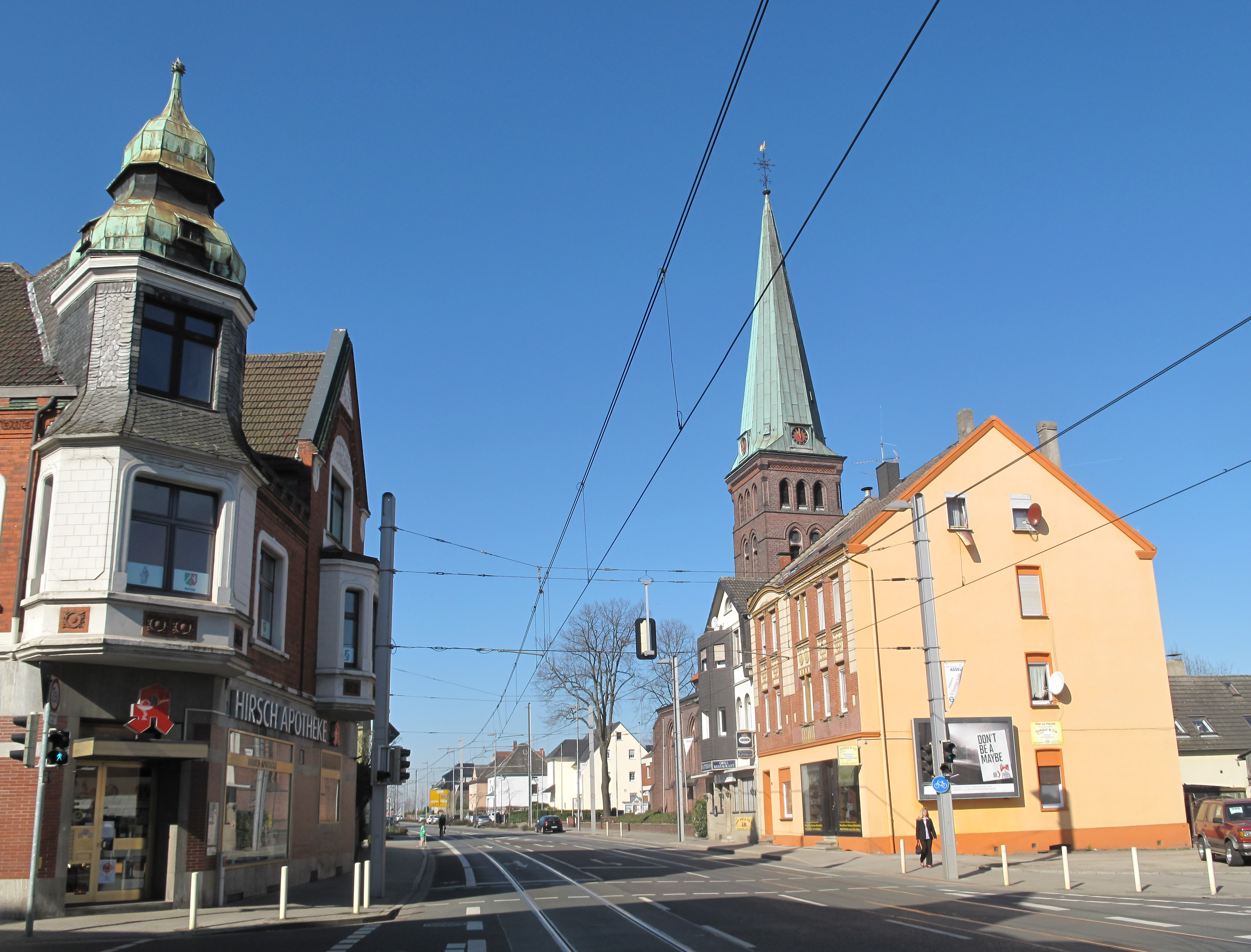
Dortmund-Asseln, straatzicht: Asselner Hellweg

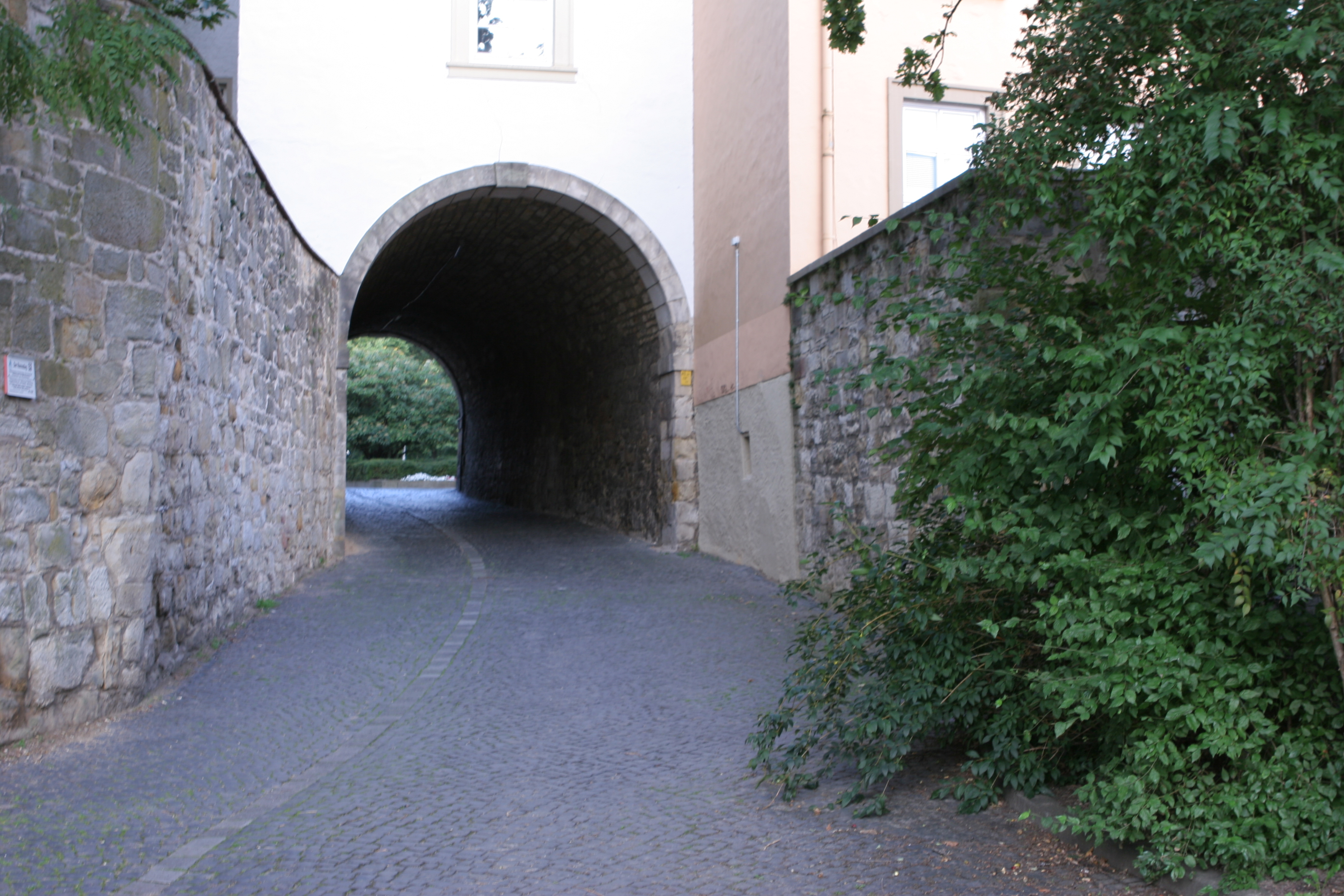
Hellweg in Hildesheim

Een hellweg is een oude handelsroute in met name de huidige Duitse deelstaat Noordrijn-Westfalen. De Westfaalse hellweg tussen Duisburg en Paderborn is vermoedelijk al zo'n 5000 jaar oud. In de middeleeuwen dienden de landeigenaren de hellweg een breedte van ten minste drie meter (een lanslengte) te gunnen. De steden langs deze zoutweg liggen op een dag reizen van een handelskaravaan van elkaar (15-30 kilometer).
Het is de route waarover zout uit het Oosten van Europa al 2000 jaar voor Christus richting de havens in het Westen werd vervoerd. Deze route kruist een andere handelsroute die Noord-Zuid loopt. De Hellweg is soms nog terug te vinden in straatnamen.